# Sant Julià de Ramis
Sant Julià de Ramis település Spanyolországban, Girona tartományban. Sant Julià de Ramis Girona, Sarrià de Ter, Sant Gregori, Palol de Revardit, Cornellà del Terri, Celrà, Vilademuls és Cervià de Ter községekkel határos. Lakosainak száma 3644 fő (2024).

## Népesség
A település népessége az elmúlt években az alábbi módon változott:
| Lakosok száma | 307  | 734  | 860  | 918  | 1589 | 2340 | 3233 | 3434 | 3515 | 3644 |
|               | 1717 | 1887 | 1936 | 1960 | 1986 | 2004 | 2009 | 2014 | 2019 | 2024 |